# Meletios Mišković
Meletios Mišković (* 27. Juli 1999 in Edessa) ist ein serbisch-griechischer Fußballspieler.

## Karriere

### Verein
Mišković begann seine Karriere bei Aris Thessaloniki. Zur Saison 2013/14 wechselte er in die Jugend von PAOK Thessaloniki. Nach der Saison 2017/18 verließ er PAOK. Nach einer Spielzeit ohne Klub wechselte er zur Saison 2019/20 nach Österreich zu den drittklassigen Amateuren des FC Wacker Innsbruck. Für Wacker II absolvierte er 17 Partien in der Tiroler Regionalliga, ehe die Saison COVID-bedingt abgebrochen wurde.
Zur Saison 2020/21 wechselte er innerhalb der Liga zur SVG Reichenau. Für die Innsbrucker kam er in eineinhalb Jahren zu 31 Einsätzen, in denen er drei Tore erzielte. Im Februar 2022 wechselte Mišković zum Zweitligisten Kapfenberger SV. Sein Debüt in der 2. Liga gab er im Februar 2022, als er am 17. Spieltag der Saison 2021/22 gegen den FC Wacker Innsbruck in der Halbzeitpause für Maximilian Kerschner eingewechselt wurde. In jener Partie gegen seinen Ex-Klub erzielte der Mittelfeldspieler auch sein erstes Tor als Profi mit dem Siegtreffer zum 3:2-Endstand.

### Nationalmannschaft
Der gebürtige Grieche Mišković spielte 2016 für die serbische U-17-Auswahl. Zwischen 2017 und 2018 kam er im U-19-Team zum Einsatz.